# Jaime Nunó
Jaime Nunó Roca (en catalán Jaume Nunó I Roca; San Juan de las Abadesas, Gerona, Cataluña, España, 8 de septiembre de 1824-Nueva York, Estados Unidos, 18 de julio de 1908), fue un compositor, concertista, director de orquesta y director de óperas español, célebre por haber musicalizado las estrofas escritas por Francisco González Bocanegra para dar origen al Himno Nacional de México.

## Biografía

### Primeros años
Tras la muerte de sus padres, quedó bajo la tutela de su tío Bernardo, un comerciante de sedas de Barcelona que financió sus estudios musicales en la ciudad condal. Ahí demostró sus actitudes como solista en la catedral de la ciudad, tras lo cual se ganó una beca para estudiar con el compositor Saverio Mercadante en Italia contando con 17 años de edad.

### Primeras composiciones
La pieza más temprana compuesta por Jaime Nunó es "Trisagio" de 1839 para coro mixto, Soprano, Alto, Tenor, Bajo y Soprano Solista con acompañamiento de órgano o piano. El compositor tenía 15 años cuando lo compuso y se advierte un estilo italiano muy incipiente.
Se casó con Dolores, viuda de Taló, en 1848, de quien tuvo una hija llamada también Dolores. Compuso misas, arias, motetes y piezas orquestales. Durante esa época, dirigió orquestas e impartió lecciones, y se fue especializando en bandas militares.

### Viaje a Cuba y México: Antonio López de Santa Anna y la musicalización del Himno Nacional Mexicano
Es recordado especialmente como el creador del Himno Nacional Mexicano. Aunque ni nació ni falleció en México, permaneció en diversas ocasiones en dicho país y estuvo estrechamente vinculado a figuras políticas nacionales y episodios decisivos para el curso de la historia mexicana. A su regreso a Barcelona, fue nombrado director de la Banda del Regimiento de la Reina en 1851, y viajó con ellos a Cuba, donde conoció y trabó amistad con el ex presidente mexicano Antonio López de Santa Anna. Santa Anna regresó a México para ocupar de nuevo la presidencia, y en 1853 invitó a Jaime Nunó a encabezar las bandas militares mexicanas. Su llegada coincidió con la convocatoria al concurso nacional para componer el Himno Nacional Mexicano, en el cual se inscribieron 26 aspirantes. En 1854, ganó el concurso convocado para componer la música del Himno Nacional, cuya letra había escrito el poeta mexicano Francisco González Bocanegra, y el 12 de agosto de ese año fue declarado triunfador. La partitura, ya con letra y música, se interpretó por primera vez el 16 de septiembre de ese mismo año, en el entonces llamado Teatro Santa Anna (luego llamado Teatro Nacional de México), que finalmente se demolió y se reemplazó por el Palacio de Bellas Artes.

### Viaje a los Estados Unidos

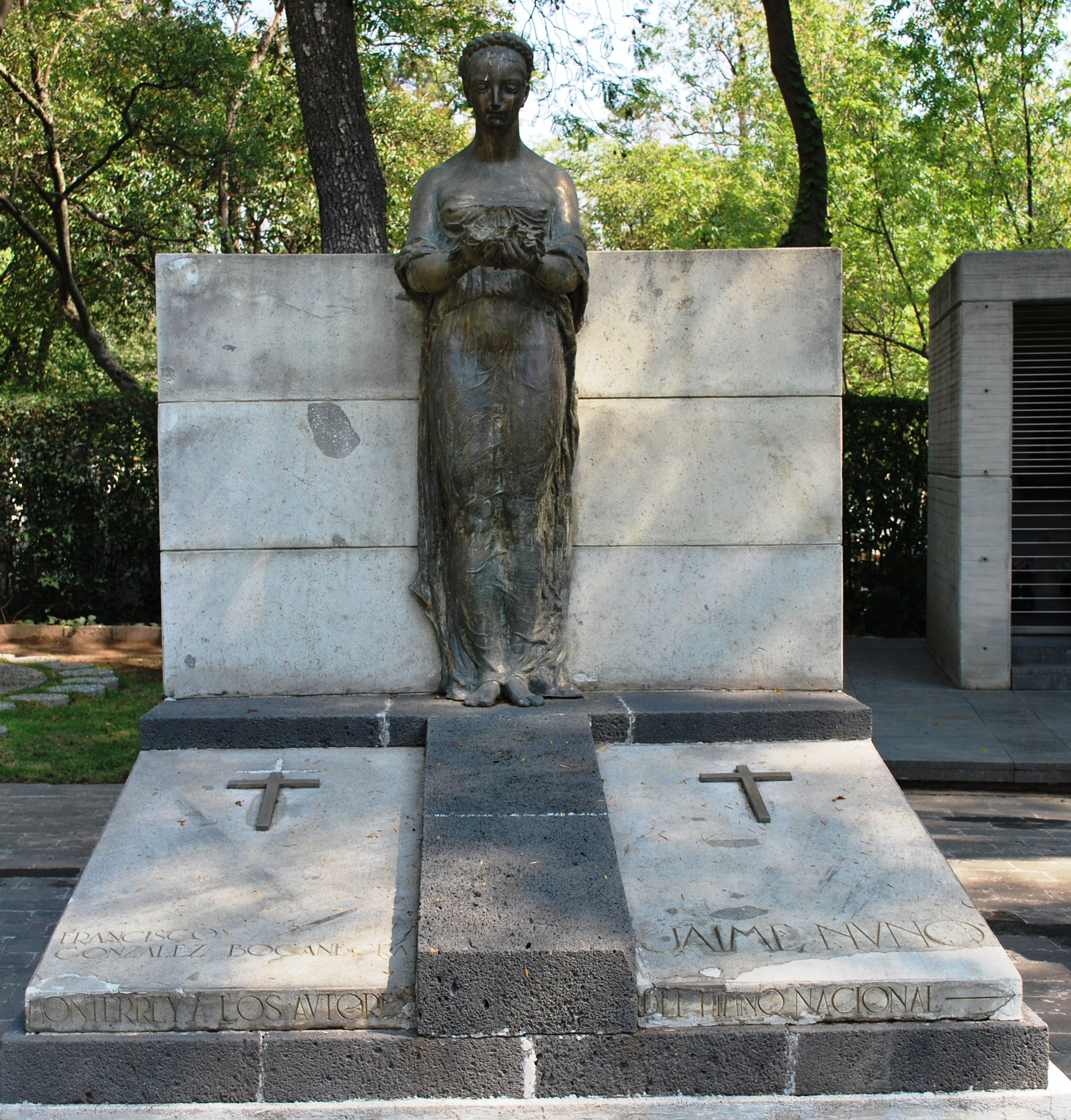
Sepulcro de Jaime Nunó Roca y de Francisco González Bocanegra, autores de la música y de la letra, respectivamente, del Himno Nacional Mexicano, en la Rotonda de los Hombres Ilustres, hoy Rotonda de las Personas Ilustres.

Tras la caída del presidente Santa Anna por la Revolución de Ayutla, Nunó decidió emigrar a los Estados Unidos, donde trabajó como concertista y director de óperas, una de las cuales lo llevó de gira por el continente americano en 1864. 

### Vida personal
En 1873, se volvió a casar, esta vez con su discípula Catalina Cecilia Remington, con quien tuvo dos hijos: Cristina y Jaime.

### Porfirio Díaz y el Cincuentenario del Himno Nacional Mexicano
Tras radicar un tiempo en España regresó a los Estados Unidos para establecerse en el estado de Nueva York, donde fue redescubierto por un periodista mexicano en 1901. Al conocerse la noticia en México, el entonces presidente Porfirio Díaz lo invitó a México, donde recibió varios homenajes entre 1901 y 1904. De esta manera, participó en las celebraciones del cincuentenario del Himno Nacional Mexicano.

### Fallecimiento y entierro
Murió en Nueva York el 18 de julio de 1908. La autoría de la música del Himno Nacional le convirtió en un prócer patrio de la historia mexicana, por lo que posteriormente, en octubre de 1942, el gobierno mexicano mandó exhumar sus restos mortales para trasladarlos a México y depositarlos en la Rotonda de las Personas Ilustres ubicada en el Panteón Civil de Dolores de la Ciudad de México, un monumental panteón nacional en el que se perpetúa la memoria de personajes ilustres mexicanos, al tiempo que se les rinden honores póstumos, donde aún reposan junto con los restos de Francisco González Bocanegra.

## Redescubrimiento y primera biografía completa
En el año 2010, justo en la celebración del Bicentenario de la Independencia de México, los musicólogos catalanes Cristian Canton Ferrer y Raquel Tovar localizaron en los Estados Unidos al único descendiente directo de Jaime Nunó, su bisnieto, en Pelham, Nueva York. Este hallazgo permitió recuperar el fondo personal de Jaime Nunó, que incluía cerca de cinco mil documentos inéditos (cartas personales, partituras, documentos oficiales, etcétera), que llevó a Cantón y a Tovar a confeccionar su primera biografía completa, de gran repercusión mediática y descrita como "un título fundamental para comprender la historia musical de México". También en el contexto del redescubrimiento de la figura de Jaime Nunó, se reinauguró la casa-museo natal del compositor en San Juan de las Abadesas, conocida como El Palmàs. A partir de la recuperación de esta documentación, la música inédita de Jaime Nunó Roca ha vuelto a interpretarse, y está en proceso una grabación y la edición completa de sus obras, de la mano del sello catalano-británico Mozaic Editions. De este proyecto de recuperación de la obra de Nunó, ya se ha publicado el Trisagio para coro y piano, de 1839, obra que, aunque se escribió quince años atrás, recuerda los acordes del Himno Nacional Mexicano.

## Producción musical
La producción musical de Jaime Nunó abarcó casi todos los géneros, y se sabe que compuso alrededor de 500 obras, de las que solo se han conservado un reducido número. El musicólogo catalán Cristian Canton Ferrer realizó, en el 2012, la primera catalogación rigurosa de la obra de Nunó, siguiendo la metodología grupal empleada anteriormente por Anthony van Hoboken en el catálogo de las obras de Franz Joseph Haydn. Habitualmente, las obras de Nunó son citadas según el catálogo Canton, y figura el grupo y el orden de la obra prefijado por la letra C; por ejemplo: «Pequeña pieza de concierto, C.I/1».[cita requerida]